# Zenon (Iaradżuli)
Zenon, imię świeckie Imeda Iaradżuli (ur. 17 maja 1972 w Tbilisi) – gruziński duchowny prawosławny, od 2003 biskup Dmanisi i Agarak-Tasziri, jednocześnie od 2010 biskup Wielkiej Brytanii i Irlandii.

## Życiorys
19 sierpnia 1993 otrzymał święcenia diakonatu, a 24 października tegoż roku – prezbiteratu. 31 sierpnia 2003 otrzymał chirotonię biskupią. W 2010 został mianowany dodatkowo biskupem Wielkiej Brytanii i Irlandii. 6 lutego 2011 uzyskał godność arcybiskupa.